# Pyrinia discata
Pyrinia discata är en fjärilsart som beskrevs av William Schaus 1901. Pyrinia discata ingår i släktet Pyrinia och familjen mätare. Inga underarter finns listade.